# Michel Delahaye
Michel Delahaye, né le 21 septembre 1929 à Vertou, en Loire-Inférieure et mort le 22 octobre 2016 dans le 15e arrondissement de Paris, et réputé pour avoir exercé vingt-deux métiers, est principalement journaliste, critique de cinéma, acteur, et réalisateur français,.

## Biographie

### Détours vers le cinéma
Michel Delahaye est élevé par un ancien pilote de la Première Guerre mondiale, ayant fait don de sa fortune à la paroisse du village et devenu veilleur de nuit aux chantiers navals de Nantes, et découvre le cinéma dans la salle paroissiale du Ciné-Patro tenue par son oncle. Il suit une éducation jésuite à Saint-Malo pendant l'occupation allemande, et après un service militaire en Allemagne en 1951, est condamné pour vol, et ne peut plus suivre son désir de devenir instituteur. Après deux installations manquées à Paris en 1949 et 1952, il enchaîne les emplois de 1953 à 1956 au port de Nantes, à La Poste, et en usine.
Arrivé une troisième fois à Paris en 1956, Delahaye vend des journaux puis des livres, et gagne sa vie en faisant des piges dans les magazines de faits divers Radar en 1957, et Détective de 1958 à 1959,. Il commence son activité de critique de cinéma en avril 1957, en entrant à la revue Cinéma dirigée par Pierre Billard, où il écrit une cinquantaine de critiques des films de Kon Ichikawa, Frank Tashlin, Billy Wilder, Delmer Daves, Richard Fleischer, Jean Renoir, ou Robert Bresson, et réalise des entretiens avec Giuseppe de Santis, Marcel Camus, ou Alain Resnais. En 1959, il signe un article d'ensemble sur Resnais dans la revue Premier Plan créée par Bernard Chardère à Lyon, et collabore de juin 1959 à décembre 1960 à la nouvelle publication Présence du cinéma, fondée par Jean Curtelin et Michel Parsy, où il signe des textes théoriques sur le western, s'intéresse aux débuts de François Truffaut, et s'entretient avec Fritz Lang. La même année, il est avec Alain Jessua l'assistant de Marcel Hanoun pour son premier long métrage pour le cinéma, Le Huitième Jour.

### Dix ans auxCahiers
Delahaye fréquente le cercle des critiques des Cahiers du cinéma, alors dirigés par Éric Rohmer et Jacques Doniol-Valcroze, dès l'automne 1959, et signe finalement son premier texte dans la revue en mars 1960. Il défend aussi bien le cinéma américain populaire de Budd Boetticher ou King Vidor que les cinéastes de la Nouvelle Vague, ses derniers textes écrits parallèlement dans Présence du cinéma portant sur Paris nous appartient de Jacques Rivette et Le Bel Âge de Pierre Kast,. Il devient, avec André S. Labarthe, l'un des lieutenants de Rivette aux Cahiers, et le soutient en 1963 lorsqu'il pousse Rohmer vers la sortie pour prendre la direction de la revue, et l'ouvrir à la scène intellectuelle française.
Il signe dès lors de nombreux textes sur les nouveaux cinémas allemand, suédois, québécois, tchécoslovaque et hongrois, les premiers films de Jean Eustache, Jean-Marie Straub, ou Roman Polanski, et participe à des entretiens avec Roland Barthes (1963), Claude Lévi-Strauss (1964), Carl Theodor Dreyer (1965), Elia Kazan (1966), Glauber Rocha (1969), Walerian Borowczyk (1969), et à une discussion continue avec Jean-Luc Godard (1962, 1965, 1966, 1967). Il est alors surnommé « le grand syntagme vert », autant en raison de la couleur de son imperméable que de son goût pour la sémiologie, et suit de 1960 à 1969 les cours de Lévi-Strauss au Collège de France. Après la naissance de son premier fils Emmanuel en 1966, Delahaye rencontre Catherine Lorenceau, avec qui il a son second fils Mathieu en 1970. À la revue, il est secrétaire de rédaction en 1968 et 1969, aux côtés de Sylvie Pierre, puis s'occupe de la diffusion début 1970. Mais en désaccord « idéologique et théorique » avec le tournant marxiste-maoïste pris par la rédaction en chef de Jean-Louis Comolli et Jean Narboni en place depuis octobre 1968, et régulièrement attaqué par le comité de rédaction, Delahaye quitte les Cahiers dans la douleur en octobre 1970, après dix ans et près de 300 textes,.

### Acteur et cinéaste
Après avoir été figurant dans les films de Godard, Rivette, ou Luc Moullet au cours des années 1960, Delahaye devient acteur à part entière, apparaissant dans près d'une soixantaine de films au cours des années 1970, tout en travaillant comme veilleur de nuit dans un immeuble des Champs-Élysées,. Il joue des rôles secondaires dans La Vampire nue et Le Frisson des vampires de Jean Rollin en 1970, comme dans des films populaires de Pierre Richard, Jean Yanne, ou Jean-Pierre Mocky, puis apparaît dans les films de cinéastes sur lesquels il a écrit, Borowczyk avec Blanche (1971), Paula Delsol avec Ben et Bénédict, Jean-Marie Straub et Danièle Huillet avec Toute révolution est un coup de dés (1977), et de cinéastes-critiques avec lesquels il a travaillé, Rivette avec Out 1 (1971), Truffaut avec Une belle fille comme moi (1972), et plus de quinze films de Paul Vecchiali à partir de Les Jonquilles (1972). En 1974, il écrit le roman en partie autobiographique L'Archange et Robinson font du bateau dans l'espoir de le voir adapté par Claude Miller et Gérard Depardieu, mais le projet tombe à l'eau et le texte est finalement publié aux éditions Champ libre. En 1978, il est le co-scénariste du premier long métrage de Jean-François Stévenin, Passe montagne.
Proche de la maison de production Diagonale fondée par Vecchiali en 1976, Delahaye joue dans les films de Vecchiali comme de Jean-Claude Biette, participe au doublage en français de Salò ou les 120 Journées de Sodome commandé à Biette par Pasolini, puis contribue au scénario de Simone Barbès ou la Vertu de Marie-Claude Treilhou en 1980, où il tient également un de ses rôles secondaires les plus célébrés. C'est au sein du film collectif Archipel des amours, réalisé par les cinéastes de Diagonale en 1983, qu'il réalise son premier et seul film, le court métrage Sara. Converti au catholicisme en 1982, il s'engage en 1984 comme travailleur social à 24/24, l'équipe d'urgence de la Direction départementale des affaires sanitaires et sociales (DDASS), où il travaille jusqu'en 1994, ne faisant plus que de rares apparitions chez des cinéastes amis.

### Retour à la critique
À la retraite au milieu des années 1990, Delahaye se rapproche du groupe de La Lettre du cinéma, revue fondée en 1995 et héritière de l'esprit de Diagonale. À la même période, Jean-Luc Godard lui dédie l'épisode Le Contrôle de l'univers des Histoire(s) du cinéma. Delahaye reprend l'année suivante, à 70 ans, son activité critique dans La Lettre de 1999 au dernier numéro paru en 2005, signant des textes sur Mods de Serge Bozon ou Ken Park de Larry Clark,, et jouant dans les films de ses collaborateurs Sandrine Rinaldi, Axelle Ropert, ou Pascale Bodet. En 2007, il est le sujet d'un documentaire réalisé par Bodet et Emmanuel Lefauvre, Le Carré de la fortune, portrait, qui sort en salles en 2010, alors qu'un recueil de ses textes aux Cahiers du cinéma et à La Lettre du cinéma, À la fortune du beau, est publié par Capricci avec une préface de Bodet et Bozon.
Michel Delahaye apparaît une dernière fois au cinéma en 2012, interprétant une des limousines du dernier plan de Holy Motors de Leos Carax. Il meurt en 2016 à Paris, à l'âge de 87 ans.

## Filmographie

### Réalisateur
- 1983 : Sara (épisode du film Archipel des amours)

### Scénariste
- 1978 : Passe montagne de Jean-François Stévenin
- 1980 : Simone Barbès ou la Vertu de Marie-Claude Treilhou
- 1983 : Sara (épisode du film Archipel des amours)

### Acteur
- 1963 : Le Nouveau Monde de Jean-Luc Godard (épisode du film RoGoPaG)
- 1964 : Bande à part de Jean-Luc Godard
- 1966 : Alphaville de Jean-Luc Godard
- 1966 : La Religieuse de Jacques Rivette
- 1966 : Brigitte et Brigitte de Luc Moullet
- 1969 : L'Amour fou de Jacques Rivette
- 1969 : Pierre et Paul de René Allio
- 1969 : Sirocco d'hiver de Miklós Jancsó
- 1970 : Un pays sans bon sens! de Pierre Perrault
- 1970 : La Vampire nue de Jean Rollin
- 1970 : Petit à petit de Jean Rouch
- 1970 : Peau d'âne de Jacques Demy
- 1970 : L'Escadron Volapük de René Gilson
- 1971 : Camille ou la comédie catastrophique de Claude Miller (CM)
- 1971 : Le Frisson des vampires de Jean Rollin
- 1971 : Le Sauveur de Michel Mardore
- 1971 : L'Albatros de Jean-Pierre Mocky
- 1971 : Out 1 : Noli me tangere de Jacques Rivette
- 1972 : Blanche de Walerian Borowczyk
- 1972 : Chut ! de Jean-Pierre Mocky
- 1972 : Une belle fille comme moi de François Truffaut
- 1972 : Le Dernier Tango à Paris de Bernardo Bertolucci (rôle coupé)
- 1972 : Romantisme de Zsolt Kézdi-Kovács
- 1972 : Les Jonquilles de Paul Vecchiali (CM)
- 1972 : Elle court, elle court la banlieue de Gérard Pirès
- 1973 : Le Noctambule de Philippe Arnal (TV)
- 1973 : Je sais rien, mais je dirai tout de Pierre Richard
- 1973 : Les Chinois à Paris de Jean Yanne
- 1973 : Les Couples du bois de Boulogne de Christian Gion et Bernard Legrand
- 1974 : Le Cri du cœur de Claude Lallemand
- 1974 : Le Secret de Robert Enrico
- 1974 : Femmes Femmes de Paul Vecchiali
- 1974 : Le Jeu des preuves de Luc Béraud (CM)
- 1974 : L'Interminable chevauchée de Marie-Christine Questerbert (CM)
- 1975 : Zig-Zig de László Szabó
- 1975 : Sérieux comme le plaisir de Robert Benayoun
- 1975 : L'Agression de Gérard Pirès
- 1975 : La Brigade de René Gilson
- 1975 : Change pas de main de Paul Vecchiali
- 1975 : La Chatte sur un doigt brûlant de Cyrille Chardon
- 1975 : Il faut vivre dangereusement de Claude Makovski
- 1975 : Mourir pour Copernic de Bernard Sobel (TV)
- 1975 : Monsieur Jadis de Michel Polac (TV)
- 1976 : Attention les yeux ! de Gérard Pirès
- 1976 : L'Ordinateur des pompes funèbres de Gérard Pirès
- 1976 : Je suis Pierre Rivière de Christine Lipinska
- 1976 : Monsieur Klein de Joseph Losey
- 1976 : Salò ou les 120 Journées de Sodome[15] de Pier Paolo Pasolini
- 1977 : Messieurs les jurés : L'Affaire Beauquesne de Serge Witta (TV)
- 1977 : L'Ombre des châteaux de Daniel Duval
- 1977 : Ben et Bénédict de Paula Delsol
- 1977 : L'Aigle et la Colombe de Claude Bernard-Aubert
- 1977 : Le Vieux Pays où Rimbaud est mort de Jean Pierre Lefebvre
- 1977 : La Machine de Paul Vecchiali
- 1977 : Le Théâtre des matières de Jean-Claude Biette
- 1977 : Toute révolution est un coup de dés de Jean-Marie Straub et Danièle Huillet (CM)
- 1978 : Un balcon en forêt de Michel Mitrani
- 1978 : Vas-y maman de Nicole de Buron
- 1978 : L'Argent des autres de Christian de Chalonge
- 1979 : L'Homme sandwich de Michel Polac (TV)
- 1979 : Corps à cœur de Paul Vecchiali
- 1980 : Simone Barbès ou la Vertu de Marie-Claude Treilhou
- 1980 : La Banquière de Francis Girod
- 1980 : C'est la vie de Paul Vecchiali
- 1980 : La Prise du pouvoir par Philippe Pétain de Jean Chérasse (TV)
- 1981 : Le Système du docteur Goudron et du professeur Plume de Claude Chabrol (TV)
- 1981 : Le Troisième wagon de Jean-Christophe Bouvet (CM)
- 1981 : L'Homme de Hambourg de Jean-Roger Cadet (TV)
- 1981 : Lourdes, l'hiver de Marie-Claude Treilhou (CM)
- 1982 : Loin de Manhattan de Jean-Claude Biette
- 1982 : Offre d'emploi de Jean Eustache (TV)
- 1982 : Introduction de Luc Moullet (CM)
- 1983 : Sara (épisode du film Archipel des amours)
- 1983 : Surexposé de James Toback
- 1983 : En haut des marches de Paul Vecchiali
- 1983 : Une villa aux environs de New York de Benoît Jacquot (TV)
- 1983 : V'là l'travail de Florence Bon (CM)
- 1984 : Cœur de hareng de Paul Vecchiali (TV)
- 1984 : Le téléphone sonne toujours deux fois de Jean-Pierre Vergne
- 1985 : Simone de Christine Ehm (TV)
- 1986 : À titre posthume de Paul Vecchiali (1986)
- 1986 : Domicile adoré, do mi si la do ré de Philippe Condroyer (TV)
- 1987 : Les Jurés de l'ombre de Paul Vecchiali (TV)
- 1987 : La Comédie du travail de Luc Moullet
- 1990 : Les Enfants volants de Guillaume Nicloux
- 1992 : Fugue en sol mineur de Paul Vecchiali (CM)
- 1992 : De domeinen ditvoorst de Thom Hoffman
- 1998 : Victor Schœlcher, l'abolition de Paul Vecchiali (TV)
- 2003 : Le Cou de Clarisse de Benjamin Esdraffo (CM)
- 2003 : Mystification ou l'histoire des portraits de Sandrine Rinaldi (CM)
- 2004 : À vot' bon cœur de Paul Vecchiali
- 2003 : Étoile violette d'Axelle Ropert (CM)
- 2006 : Horezon de Pascale Bodet
- 2007 : Le Carré de la fortune, portrait de Pascale Bodet et Emmanuel Lefauvre
- 2012 : Holy Motors de Leos Carax

## Publications
- L'Archange et Robinson font du bateau, Paris, Champ libre, 1974, 205 p. (ISBN 978-2851840127)
- À la fortune du beau (préf. Pascale Bodet et Serge Bozon), Paris, Capricci, coll. « La Première collection », 2010, 328 p. (ISBN 978-2-918040-21-7)